# 林千賀
林 千賀（はやし ちか、1963年〈昭和38年〉1月24日 - ）は、日本の女性ナレーター。大阪府出身。1994年〈平成6年〉から2003年〈平成15年〉頃までは東京俳優生活協同組合（俳協）に所属していた。現在はフリーナレーターの他、メタフィジオセラピスト、ワンネスカウンセラー、心理カウンセラー、霊媒師として多岐にわたり活動している。

## 略歴
1963年〈昭和38年〉1月24日に大阪府で生まれる。
1991年〈平成3年〉からウィットプロモーションに所属。テレビやラジオでアナウンサー、声優として活動。
1994年〈平成6年〉東京俳優生活協同組合に移籍。
2003年〈平成15年〉頃、東京俳優生活協同組合を離れる。

## アナウンス
過去のアナウンス
- JR東日本新幹線駅自動放送（東北新幹線全線・上越新幹線全線・北陸新幹線 東京～上越妙高駅間）
- 2021年〈令和3年〉までにHOYA社製の合成音声による放送に更新され消滅。

## 出演
テレビ'
- NHK教育　「はてなにタックル」（お姉さん 役）
- NTV　　　「ズームイン朝・朝の詩」（リポーター、朗読）
- ANB　　　「夢情報」
- NSN　　　「中国漢方」案内役
- 　　　　　「ビジネスＷＡＶＥ」キャスター

映画
- 「あげまん」
- 「Ｓｈａｌｌ ｗｅ ダンス？」

ラジオ
- ｂｏｙｆｍ　アナウンサー、情報担当（ニュース、天気、エアライン、その他）
- ラジオ日本　「お答えします文部省」パーソナリティ

舞台
- 東京芸術劇場　「ベーシックステージＩ」（芝居と唄とMC）

他、ＭＣ・ナレーション・レポーター多数
東京俳優生活協同組合の林千賀のページのアーカイブより抜粋